# Eupithecia viperea
Eupithecia viperea là một loài bướm đêm trong họ Geometridae.